# NGC 6306
NGC 6306 est une galaxie spirale barrée située dans la constellation du Dragon. Sa vitesse par rapport au fond diffus cosmologique est de 2 937 ± 28 km/s, ce qui correspond à une distance de Hubble de 43,3 ± 3,1 Mpc (∼141 millions d'al). NGC 6306 a été découverte par l'astronome américain Lewis Swift en 1885.
La classe de luminosité de NGC 6306 est I-II. NGC 6306 et NGC 6307 forment une paire physique de galaxies,.